# Neubaldham
Neubaldham war ein Gemeindeteil von Vaterstetten im bayerischen Landkreis Ebersberg.
Der Gemeindeteil lag nördlich der Bahnstrecke München–Rosenheim und östlich des Haltepunkts Baldham. Heute wird der Ort dem Gemeindeteil Baldham zugerechnet.
Bei der Volkszählung 1970 hatte der als Siedlung bezeichnete Ort der Gemeinde Parsdorf 1322 Einwohner. Bei der vorhergehenden Volkszählung 1961 hatte der Ort noch 638 Einwohner und 145 Wohngebäude. In der Topografischen Karte erscheint der Ort erstmals in der Ausgabe von 1959. In den Daten der Volkszählung von 1987 wird der Ort nicht mehr als Gemeindeteil von Vaterstetten (früher Gemeinde Parsdorf) geführt, die Einwohner sind unter Baldham erfasst.